# Приуфімська ТЕЦ
Приуфімська ТЕЦ — теплова електростанція у Башкортостані в місті Благовєщенськ.
ТЕЦ спорудили з розрахунку на енергозабезпечення Башкирського біохімічного комбінату, що виробляв білкові корми з використанням відходів нафти. Надалі це підприємство було закрите з огляду на екологічні міркування та сумніви щодо безпечності продукції, проте з 2005-го ТЕЦ подає пару на завод «Поліеф», який є єдиним в Росії виробником терефталевої кислоти.
В 1976, 1978 та 1984 роках на майданчику станції стали до ладу три парові котли типу БКЗ-420-140НГМ продуктивністю по 420 тонн пари на годину, від яких живились три парові турбіни виробництва Ленінградського металічного заводу
- дві запущені в 1976 та 1978 роках типу ПТ-60-130/13 потужністю по 60 МВт (станційні номери 1 та 2);
- одна типу ПТ-80-130/13 потужністю 80 МВт (номер 3).

Станція розрахована на споживання природного газу, який надходить по трубопроводу Ішимбай – Уфа.
Видача продукції відбувається під напругою 110 кВ.